# Canda tenuis
Canda tenuis är en mossdjursart som beskrevs av William MacGillivray 1885. Canda tenuis ingår i släktet Canda och familjen Candidae. Inga underarter finns listade i Catalogue of Life.